# بنزوه
بنزوه (به عربی: بنزوه) یک شهرداری در الجزایر است که در استان مسیله واقع شده‌است. بنزوه ۴٬۱۹۷ نفر جمعیت دارد.